# Drujni (Oktiabrski)
|  | Per a altres significats, vegeu «Drujni». |

Drujni - Дружный (rus) és un possiólok del krai de Krasnodar, a Rússia. Es troba al delta del riu Kuban. És a 17 km al sud-est de Poltàvskaia i a 57 km al nord-oest de Krasnodar. Pertany al possiólok d'Oktiabrski.